# La Femme défigurée
La Femme défigurée (口裂け女伝説, Kuchisake Onna Densetsu) est un manga d'horreur de Kanako Inuki. Deux tomes rassemblant plusieurs histoires indépendantes sont parus en 2004 chez Delcourt - Mangas. La Femme Défigurée 2 comporte deux histoires : La Femme Défigurée 2 et Figure Impie. La Femme Défigurée 2 raconte l'histoire d'une femme à la bouche cousue dont la rumeur lui permet de se matérialiser.